# Famagusta (stad)
Famagusta (Grieks: Αμμόχωστος, Ammóchostos; Turks: Gazimağusa of Mağusa), is een stad aan de oostkust van Cyprus nabij de grens met Republiek Cyprus. Het is de hoofdstad van het district Gazimağusa in de zelfverklaarde Turkse Republiek Noord-Cyprus en telde in 2011 ongeveer 40.920 inwoners. De stad ligt ten oosten van Nicosia en beschikt over de diepste haven van het eiland.
Tijdens de middeleeuwen, en dan vooral onder de republieken van Genua en Venetië, was Famagusta de belangrijkste havenstad van het eiland. Aan deze bloei kwam een einde, nadat de stad deel ging uitmaken van Noord-Cyprus en de havens hierdoor niet meer erkend werden door de internationale gemeenschap.

## Geschiedenis
De stad werd rond 274 voor Christus door Ptolemaeus II Philadelphus gesticht, na de ernstige schade door een aardbeving bij de stad Salamis. Het kreeg de naam Arsinoe en werd vernoemd naar de zus van Ptolemaeus. Arsinoe bleef voor een lange tijd bestaan als een klein vissersdorp. Pas later, als gevolg van de geleidelijke ontruiming van Salamis vanwege een Arabische invasie, ontwikkelde het dorpje tot een kleine havenstad.
In juli 1570 voerden de Ottomaanse Turken een aanval uit op Cyprus. Ze veroverden bijna onmiddellijk de stad Nicosia, maar hadden meer moeite met de Venetiaanse vesting van Famagusta. Aan het christelijke bewind kwam een jaar later, in 1571, definitief een einde toen de Ottomanen Famagusta veroverden. Marcantonio Bragadin was de laatste kapitein-generaal van het Venetiaanse Cyprus.

### 1960 tot 1974
Vanaf de onafhankelijkheid in 1960 tot de Turkse interventie in 1974 bloeide Famagusta zowel cultureel als economisch. Van een kleine havenstad in de zevende eeuw, groeide Famagusta in de jaren 1970 uit tot een stad van moderne architectuur. Dit was vooral te danken aan Britse investeerders op het eiland die van de relatief lagere belastingtarieven genoten. De stad ontwikkelde zich richting het zuidoosten en hier ontstond in de buurt van de aantrekkelijke stranden een toeristisch centrum, genaamd Varosha. Eind jaren zestig werd Famagusta een van 's werelds bekendste toeristische centra. Er werden massaal moderne gebouwen gebouwd, vooral in Varosha, waaronder door de internationale jetset bezochte vier- en vijfsterrenhotels en een groot uitgaansgebied.

### Vanaf 1974

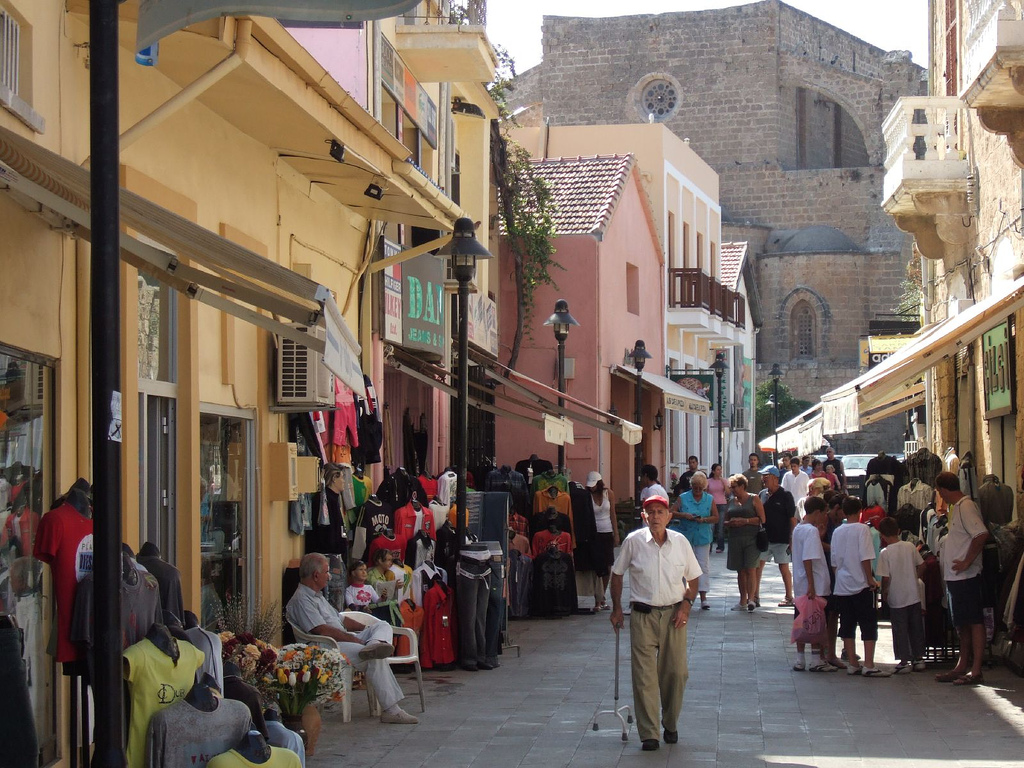
Een straat in het huidige Famagusta, 2005.

Bij de Turkse militaire inval op Cyprus in de zomer van 1974 ontvluchtten veel inwoners de stad, vooral de Grieks-Cyprioten. De stad werd veroverd door het Turkse leger en werd sindsdien onderdeel van de Turkse Republiek Noord-Cyprus, terwijl de meeste Grieks-Cypriotische vluchtelingen terechtkwamen aan de andere zijde van de Groene Lijn. Er is daar nog steeds een burgemeester-in-ballingschap van Famagusta.
Het stadsdeel Varosha (de badplaats) raakte geheel ontvolkt. Het is nu omgeven door een hek en is niemandsland waar niemand woont; alleen Turkse militairen en toezichthouders van de Verenigde Naties (VN) bezoeken het gebied. Hotels en huizen zijn compleet leeggehaald. Alleen het betonnen skelet staat er nog en het hele gebied van Varosha wordt nu bewaakt door het Turkse leger. Dat Varosha niet zoals andere plaatsen in Noord-Cyprus is gebruikt voor huisvesting van Turken en Turks-Cyprioten, is enerzijds omdat de VN dit specifiek verbood in Veiligheidsraadresolutie 550, anderzijds zien de Turkse en Turks-Cypriotische autoriteiten het mogelijk als wisselgeld voor onderhandelingen met de Griekse Republiek Cyprus.
Het eigenlijke Famagusta, met de oude ommuurde binnenstad, ging economisch achteruit sinds de invasie maar is ook nog wel populair bij toeristen, vooral door de vele uitgaansplekken. In de stad bevindt zich ook de Doğu Akdeniz Üniversitesi (de Universiteit van Famagusta).

## Bevolking
De bevolking van de stad vóór 1974 was ongeveer 39.000, onder wie ongeveer 26.500 Grieks-Cyprioten, 8.500 Turks-Cyprioten en 4000 inwoners uit andere etnische groepen. Tegenwoordig telt de stad ongeveer 41.000 inwoners, waarvan de meesten Turks-Cyprioten of Turkse immigranten zijn.

## Sport
Voetbalclubs Anorthosis Famagusta en Nea Salamina Famagusta spelen nu vanuit de stad Larnaca. Mağusa Türk Gücü SK speelt nog steeds in de stad.

## Geboren in Famagusta
- Mike Brant (1947-1975), Israëlisch zanger

## Stedenbanden
- Korfoe (Griekenland)[bron?]
- İzmir (Turkije)[5]
- Antalya (Turkije)
- Struga (Noord-Macedonië)